# Luis Martín-Santos

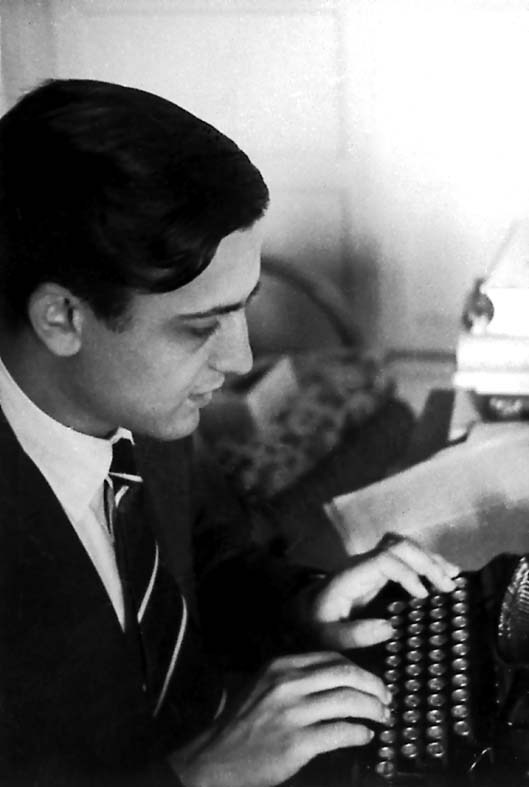
Luis Martín-Santos

Luis Martín-Santos Ribera (* 11. November 1924 in Larache, Marokko; † 21. Januar 1964 in Vitoria, Spanien) war ein spanischer Schriftsteller und Psychiater. Sein Roman Tiempo de silencio (1961) leitete die Erneuerung der spanischen Literatur in den 1960er Jahren ein.

## Leben
Luis Martín Ribera (der seinen Namen später in Luis Martín-Santos Ribera ändern sollte) wurde am 11. November 1924 in Larache (Marokko) geboren. 1929 übersiedelte seine Familie nach San Sebastián, wo Luis die Schule besuchte und das Abitur machte. Zum Medizinstudium ging er zunächst nach Salamanca, wo er 1946 summa cum laude als jüngster Arzt Spaniens graduiert wurde. Er sollte in Madrid eine Ausbildung zum Chirurgen machen, hat sich dann aber auch unter Einfluss deutscher Philosophie für die Psychiatrie entschieden (seine 1953 abgeschlossene Dissertation befasst sich mit dem Einfluss von Wilhelm Dilthey auf Karl Jaspers und die Psychoanalyse). Das Doktoratsstudium absolvierte er in Madrid unter der Leitung von Pedro Laín Entralgo. Von 1946 bis 1949 arbeitete er auch am Consejo Superior de Investigaciones Científicas und kam in Kontakt mit anerkannten Wissenschaftern wie Juan José López Ibor und Carlos Castilla del Pino. In Madrid lernte er aber auch die angehenden Schriftsteller Rafael Sánchez Ferlosio, Ignacio Aldecoa, Alfonso Sastre und Juan Benet kennen, mit denen er in Kaffeehäusern wie dem Gijón, Gaviria, Espérides und Gambrinus verkehrte. 
Nach einem Studienaufenthalt in Heidelberg wurde er 1951 zum Leiter des psychiatrischen Sanatoriums von San Sebastián ernannt. 1953 heiratete er Rocío Laffón, die zehn Jahre später an einer Gasvergiftung sterben sollte. Ende der 1950er und Anfang der 1960er Jahre wurde Luis Martín-Santos mehrmals verhaftet, weil er für die damals noch im Untergrund agierende sozialistische Partei PSOE Propaganda machte, in deren Vorstand er Mitglied war. So saß er 1958, 1959 und 1962 im Gefängnis von Carabanchel in Madrid.
Am 21. Februar 1964 verunglückte Luis Martín-Santos tödlich bei einem Autounfall in Vitoria.

## Werk
Das literarische Hauptwerk von Luis Martín-Santos ist der Roman Tiempo de silencio (deutsch: Schweigen über Madrid, 1991), der 1961 wegen der in Spanien herrschenden Zensur zunächst in Mexiko erschien, in einer „abgemilderten“ und um 20 Seiten verkürzten Fassung in Barcelona, wo der vollständige, unzensurierte Text schließlich 1981 veröffentlicht werden konnte. Für die spanische Literatur des 20. Jahrhunderts bedeutet dieser Roman insofern einen Paradigmenwechsel, als nach dem in Spanien vorherrschenden Neorealismus der 50er Jahre zum ersten Mal literarische Innovationen wie der innere Monolog, der so genannte stream of consciousness und der Gebrauch der zweiten Person in der Erzählerrede eingeführt wurden. Martín-Santos selbst nannte sein Verfahren „realismo dialéctico“, dialektischer Realismus. Schon im Titel wird das verordnete Schweigen der Generation nach dem Bürgerkrieg thematisiert. Der Roman wurde in zahlreiche Sprachen übersetzt und von Vicente Aranda 1986 verfilmt.
Daneben verfasste der Autor auch mehr als 50 wissenschaftliche Artikel und zwei Fachbücher über Chirurgie und Psychiatrie sowie zahlreiche Essays über Literatur, Politik und Anthropologie.

### Roman
- Tiempo de silencio: Erstausgabe 1961 in Mexiko; spanische Ausgabe: Barcelona: Seix Barral, 1961 (Biblioteca Formentor); neuere Ausgabe: 18. ed. Barcelona: Seix Barral, 1981. (Biblioteca Breve)
- Tiempo de destrucción, zu Lebzeiten unveröffentlicht, postum herausgegeben und mit einem Vorwort versehen von José Carlos Mainer. Barcelona: Seix Barral, 1975. (Biblioteca Breve)

### Erzählungen
- Apólogos y otras prosas inéditas. Edición y prólogo de Salvador Clotas. Barcelona: Seix Barral, 1970. (Biblioteca Breve; 295)

### Lyrik
- Grana gris. Madrid: Afrodisio Aguado, 1945.

### Fachbücher
- Dilthey, Jaspers y la comprensión del enfermo mental. Madrid: Paz Montalvo, 1955. Druckfassung seiner Dissertation
- Libertad, temporalidad y transferencia en el psicoanálisis existencial: para una fenomenología de la cura psicoanalítica. Prólogo de Carlos Castilla del Pino. Barcelona: Seix Barral, 1964. (Biblioteca Breve; 197)

### Deutsche Übersetzung
- Schweigen über Madrid. Aus dem Spanischen von Eugen Helmlé. Frankfurt am Main: Eichborn, 1991 (Die andere Bibliothek; Bd. 81). ISBN 3-8218-4081-1